# شیباتا کاتسوماسا
شیباتا کاتسوماسا (به ژاپنی: 柴田勝政); ۱ ژانویهٔ ۱۵۵۷ – تاریخ ورودی نامعتبر است) دومین یا سومین پسر ساکوما موری‌تسوگو، مادر وی دختر یا خواهر کوچک شیباتا کاتسوایه بود. وی یک سامورایی در دوره آزوچی-مومویاما اهل ژاپن بود.